# Савинцевский сельский совет (Миргородский район)
Савинцевский сельский совет (укр. Савинцівська сільська рада) — входит в состав
Миргородского района
Полтавской области
Украины.
Административный центр сельского совета находится в 
с. Савинцы.

## Населённые пункты совета
- с. Савинцы
- с. Зеленый Кут
- с. Олефировка
- с. Семеренки